# (52) Европа
(52) Евро́па (лат. Europa) — один из крупнейших астероидов главного пояса, который принадлежит к тёмному спектральному классу C. Он был открыт 4 февраля 1858 года немецким астрономом и художником Германом Гольдшмидтом с помощью 4-дюймового телескопа, расположенного на шестом этаже его квартиры в Латинском квартале Парижа, и назван в честь Европы, дочери финикийского царя в древнегреческой мифологии.
Также именем Европы назван один из спутников Юпитера.

## Орбитальные характеристики
Данный астероид расположен во внешней части главного пояса на расстоянии 3,10 а. е. от Солнца. Поскольку он движется по несколько вытянутой орбите с заметным эксцентриситетом, близким к 0,11, его расстояние от Солнца меняется довольно заметно, примерно от 413,781 млн км в перигелии до 512,901 млн км в афелии.
Астероид по своим орбитальным параметрам близок к астероидам семейства Гигеи, но, судя по всему, не входит в него. Один оборот он совершает примерно за 1990,9 суток, что составляет чуть более 5,4 года.

## Физические характеристики
Астероид Европа входит в десятку самых крупных тел пояса астероидов. Тем не менее, несмотря на это, он имеет очень низкое значение плотности (чуть больше плотности воды), что говорит о высокой пористости этого тела. Поэтому столкновения с другими астероидами на Европу могли оказать особенно сильное влияние. По результатам исследований сделанным G. Michalak в 2001 году масса Европы оценивалась в (5,2 ± 1,8)⋅1019 кг, однако, более поздние оценки, проведённые американскими астрономами James Baer и Steven R. Chesley в 2007 году дали несколько меньшее значение массы, а именно (1,9 ± 0,4) ⋅1019 кг, а ещё год спустя, в 2008, исследования James Baer, показали ещё меньшее значение массы 1,65⋅1019 кг.
Астероид (52) Европа по спектральным характеристикам относится к классу C, характеризующегося очень низким значением альбедо, обусловленного наличием в составе поверхностных пород большого количества углерод-содержащих соединений. Спектральные исследования показали также присутствие в породах астероида оливина и различных пироксенов. Причём возможно, что в зависимости от района поверхности, химический состав пород может изменяться. Японский инфракрасный спутник Akari выявил наличие на Европе гидратированных минералов.
Долгое время установить период вращения Европы по кривым блеска не удавалось, даже несмотря на многочисленные измерения — результаты разнились от 5 секунд до 11 часов. Впоследствии было установлено, что вращение астероида является ретроградным, но точные направления, в которых находятся точки полюсов, остаются неизвестными. Наиболее детальный анализ данных даёт точки с координатами эклиптики (β, λ) = (70°, 55°) или (β, λ) = (40°, 255°) с неопределённостью в 10°, что соответствует наклону оси вращения к плоскости орбиты около 14°.